# 高宝路站
高宝路站位于中华人民共和国上海市浦东新区高东镇申江路上跨高宝路處下方，是22号线的建设中地铁车站。